# Francis Scott Fitzgerald
Francis Scott Key Fitzgerald, většinou psaný F. Scott Fitzgerald (24. září 1896 St. Paul, Minnesota – 21. prosince 1940 Los Angeles, Kalifornie) byl americký spisovatel a scenárista, často označovaný za autora tzv. jazzového věku. Dnes je celosvětově považován za jednoho z nejlepších amerických spisovatelů 20. století.
Byl také jedním z nejvýraznějších představitelů ztracené generace. Za svého života dokončil čtyři romány: Na prahu ráje, Krásní a prokletí, Velký Gatsby a Něžná je noc. Pátý, nedokončený román Poslední magnát, byl vydán posmrtně. Napsal více než 160 povídek.
Jeho díla byla mnohokrát zfilmována. Něžná je noc roku 1962, Krásní a prokletí roku 1922 a 2010, Velký Gatsby dokonce pětkrát, roku 1926, 1949, 1974, 2000 a 2013. Fitzgeraldův život byl roku 1959 vykreslen v dramatu Beloved Infidel.

## Život

### Původ a studium
Pocházel z rodiny irských přistěhovalců, což se promítlo i do jeho tvorby. Je pojmenován po svém slavném bratranci (Francis Scott Key), a také po své sestře Louise Scott Fitzgeraldové – ta zemřela 3 měsíce před jeho narozením. Jeho otec Edward Fitzgerald si po Občanské válce otevřel obchod s nábytkem v St. Paulu, ale rok po Francisově narození zkrachoval. Rodina se přestěhovala do Buffala v New Yorku, kde otec získal místo obchodního zástupce u firmy Procter & Gamble. V roce 1908 byl propuštěn a Fitzgeraldovi se vrátili do St. Paulu. Otec byl alkoholik, ale matčino dědictví umožňovalo rodině žít stylem středostavovské třídy.
V letech 1908–1911 Francis navštěvoval místní akademii sv. Pavla a už ve 13 letech publikoval ve školních novinách svou první beletrii. Potom studoval v katolické škole v New Jersey, kde byl rozpoznán jeho literární talent a nasměrován na dráhu spisovatele. Školu ukončil v roce 1913 a rozhodl se pokračovat ve studiu na Princetonu. Psal příběhy a básně pro princetonské časopisy. Během vánočních prázdnin roku 1914, strávených u rodičů v St. Paulu, se zamiloval do Ginevry Kingové a jejich romantický vztah trval několik let. Stala se literárním vzorem pro postavy v řadě jeho próz, mimo jiné i Daisy ve Velkém Gatsbym. Jelikož podle názoru její rodiny Francis nebyl vhodným partnerem, Ginevra vztah ukončila. V reakci na to roku 1917 opustil školu a vstoupil do armády. Ve výcvikovém táboře čekal na nasazení do války a v obavě před smrtí na frontě napsal během tří měsíců román o 120 000 slovech s názvem The Romantic Egoist (Romantický egoista). Nakladatelství Scribner's ho však odmítlo vydat.

### První úspěch
V červnu 1918 byl Fitzgerald převelen do stanoviště 45. a 67. pěšího pluku poblíž Montgomery v Alabamě. V místním country klubu potkal Zeldu Sayrovou, jižanskou krásku a bohatou dceru alabamského soudce. Navázali spolu milostný vztah, ale Zelda si ho odmítala vzít, dokud nebude finančně zajištěn. Po skončení války byl Fitzgerald propuštěn z armády a v únoru 1919 se přestěhoval do New Yorku. Neúspěšně hledal práci v novinách, živil se psaním reklamních textů. Snažil se prorazit jako spisovatel, ale o jeho povídky neměli nakladatelé zájem. Fitzgerald svou práci v reklamní agentuře nesnášel, měl deprese a uvažoval o sebevraždě. V červenci 1919 se vrátil k rodičům do St. Paulu a rozhodl se učinit poslední pokus stát se spisovatelem. Zavřel se doma a během několika měsíců napsal román This Side of Paradise (Na prahu ráje) – autobiografický popis jeho princetonských let. Kniha vyšla v březnu 1920 a krátce po svém vydání se román stal kulturní senzací ve Spojených státech. Francis Scott Fitzgerald se stal známým jménem, časopisy přijímaly jeho povídky a dobře za ně platily. Literární úspěch mu také otevřel cestu do vyšších společenských kruhů.  V dubnu 1920 se oženil se Zeldou Sayrovou a usadili se v New Yorku.

### New York a jazzový věk

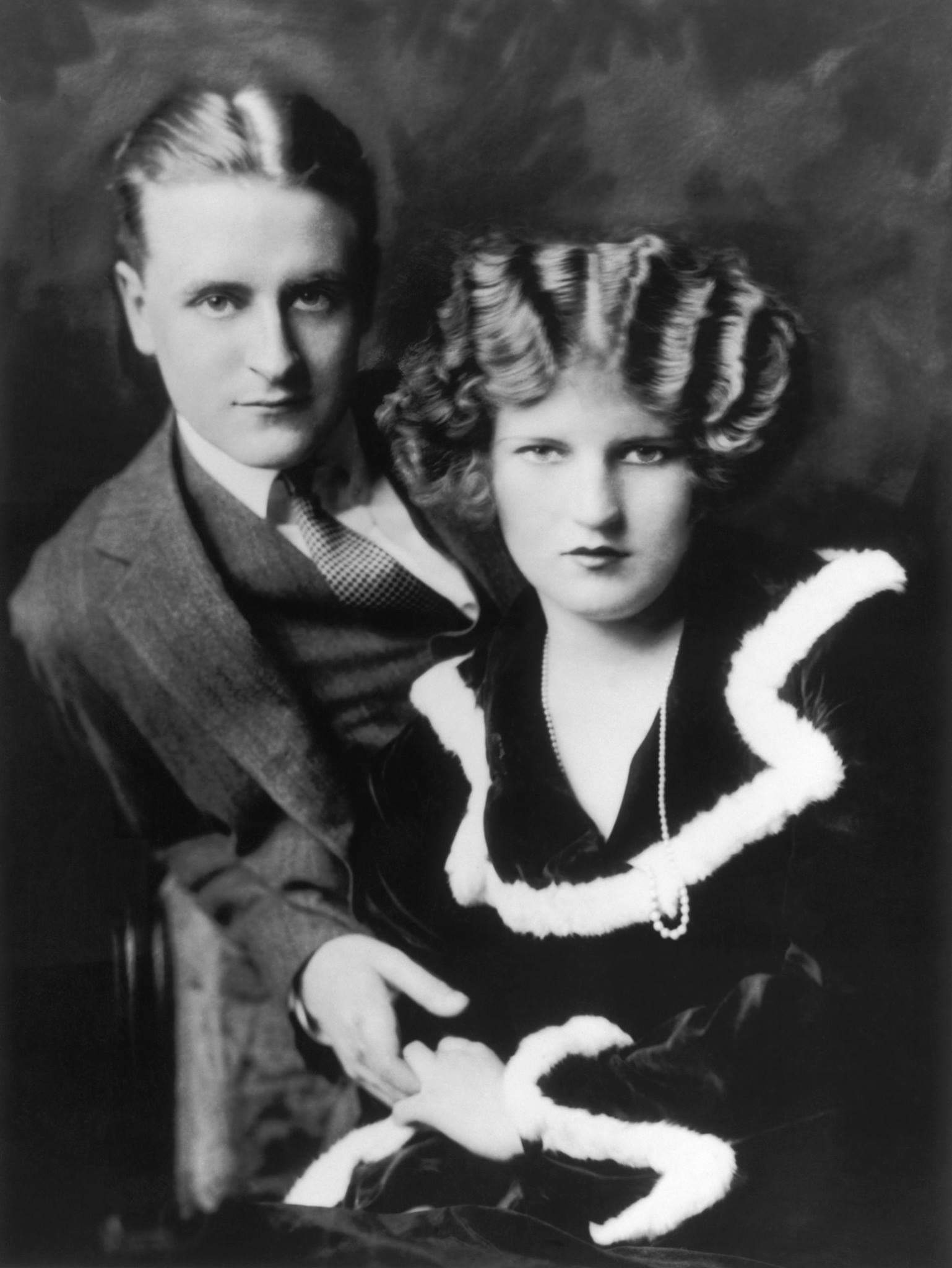
F. Scott & Zelda Fitzgeraldovi (1923)

Manželé Fitzgeraldovi se stali hvězdami vysoké newyorské společnosti. Pár byl americkou veřejností vnímán jako typický představitel své generace. Bydleli v luxusním hotelu, žili výstředním životem plným večírků spojených s konzumací velkého množství alkoholu, ale jejich vztah provázely hádky a vzájemné obviňování z nevěry. V říjnu 1921 se jim narodila dcera Frances, které říkali Scottie.
V roce 1922 vyšel Fitzgeraldův druhý román The Beautiful and Damned (Krásní a prokletí), který zaznamenal ještě větší úspěch než jeho prvotina a z autora udělal představitele celé generace, jazzové éry. Vydal také první soubor povídek pod názvem Tales of the Jazz Age (Povídky jazzového věku). 
V říjnu 1922 se přestěhoval do Great Necku na Long Islandu, aby byl blízko Broadwaye, kde měla být uvedena divadelní adaptace jeho příběhu The Vegetable (Zelenina). Premiéra v říjnu 1923 však skončila katastrofou, Fitzgerald utekl před koncem představení do nejbližšího baru. Kvůli neúspěchu hry upadl do dluhů. Ve snaze zajistit finanční prostředky pro nákladný život, který s manželkou vedli, Fitzgerald produkoval velké množství povídek. Honoráře za povídky měly zajistit obživu pro rodinu v období mezi vydáním románů. 

### Evropa
V květnu 1924 se Fitzgerald s rodinou přestěhoval do Evropy. Nejprve žili v Paříži a na francouzské Riviéře. Jeho manželství prošlo krizí, když se Zelda zamilovala do francouzského pilota a požádala o rozvod. Poté, co ji milenec opustil, se pokusila o sebevraždu. Manželé se usmířili, ale tato epizoda byla počátkem postupného rozpadu jejich manželství. Nějaký čas bydleli v Římě, kde Fitzgerald pracoval na konečné verzi nového románu Velký Gatsby, který vyšel v dubnu 1925. Román byl kladně hodnocen odbornou kritikou, ale komerčně nebyl tak úspěšný jako jeho předchozí díla.
Na jaře 1925 se vrátili do Paříže a zapojili se do komunity amerických literátů a umělců. Fitzgerald se spřátelil se spisovatelkou Gertrudou Steinovou, novinářem Ringem Lardenrem, spisovatelem Jamesem Joycem, básníkem Ezrou Poundem a dalšími. Jeho blízkým přítelem se stal začínající novinář a spisovatel Ernest Hemingway, který ve svých memoárech Pohyblivý svátek (1964) Zeldu označil za hlavní příčinu Fitzgeraldova postupného uměleckého i fyzického poklesu. Alkoholismus a neurovnaný rodinný život ho přivedly do tvůrčí krize. V prosinci 1926, po dvou letech bouřlivých hádek a vzájemného napadání, se manželé Fitzgeraldovi vrátili do Ameriky. První dva měsíce roku 1927 strávili v Hollywoodu, kam byl Fitzgerald pozván jako scenárista. Navázal tam vztah se sedmnáctiletou herečkou Lois Moranovou, což ještě vystupňovalo manželské problémy.
Na jaře 1929 se znovu vrátili do Evropy. Zeldin psychický stav se neustále zhoršoval, měla vlastní umělecké ambice a žila v neustálém napětí ve snaze dosáhnout úspěchu. Její chování se stávalo stále nevyzpytatelnějším a násilnějším. Po incidentu, kdy během jízdy v autě málem zabila celou rodinu, jí byla diagnostikována schizofrenie. Po pobytu na klinice ve Švýcarsku se v září 1931 vrátili do Ameriky. Od února 1932 byla Zelda umístěna na psychiatrickou kliniku v Baltimoru, kde napsala poloautobiografický román Save me the waltz (česky Věnujte mi valčík nebo Poslední valčík je můj).  Jejich vztah popsala spisovatelka Therese Fowlerová v románu Z jako Zelda.

### Posledních deset let v Americe

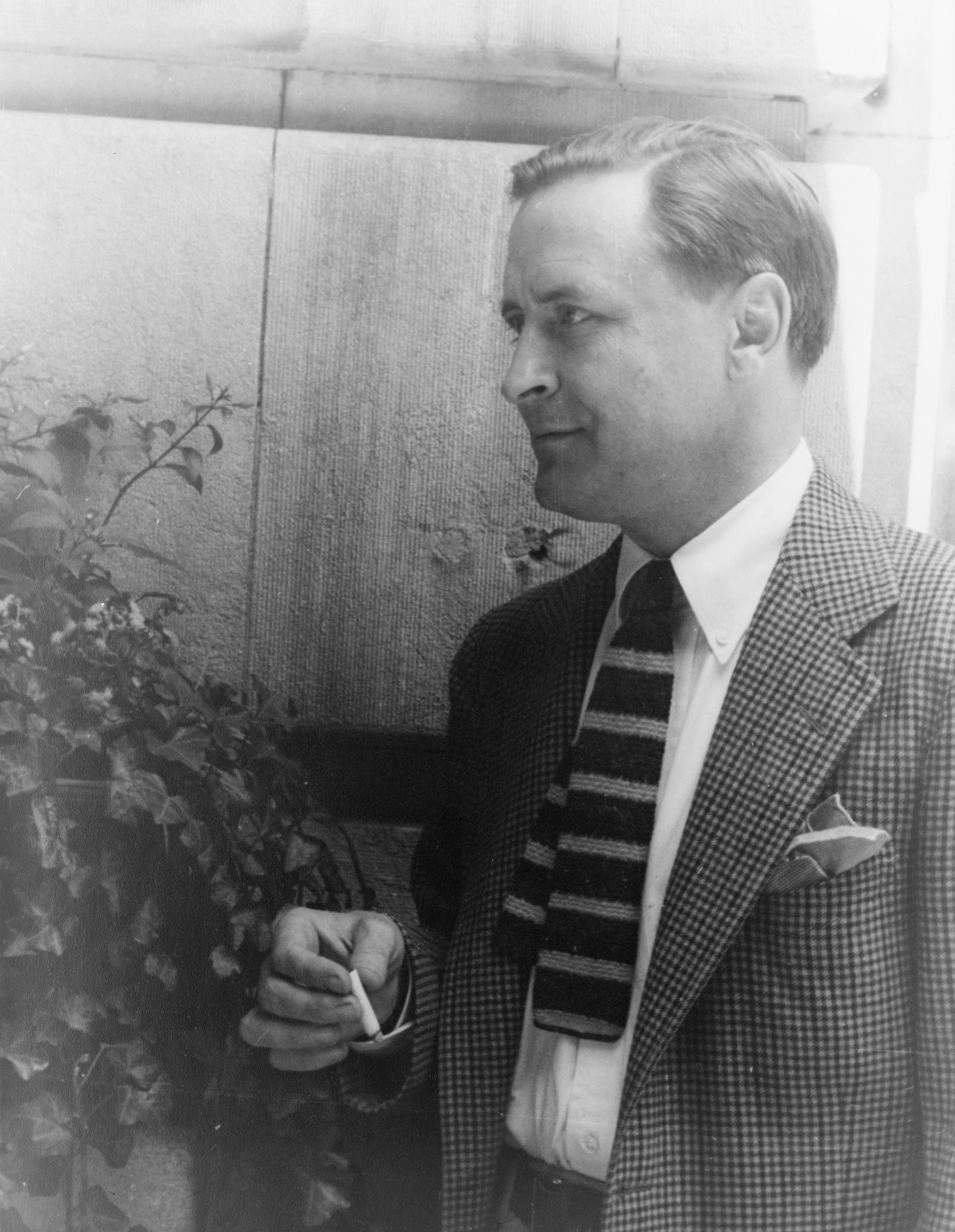
Francis Scott Fitzgerald v roce 1937, foto Carl van Vechten

Během Zeldiny hospitalizace Fitzgerald žil v pronajatém domě na předměstí Towsonu v Marylandu a pracoval na svém dalším románu, který čerpal z nedávných osobních zkušeností. Román Tender Is the Night (Něžná je noc) vyšel v roce 1934, v době velké hospodářské krize, což se projevilo v nízké prodejnosti knihy. Fitzgeraldovo jméno bylo k jeho škodě silně spojeno s minulou érou bouřlivých dvacátých let a dekadentně okouzlujícím světem bohatých.
Fitzgerald se dostal do trvalých finančních problémů. Většinu svých příjmů utratil za psychiatrickou léčbu Zeldy a školní výdaje své dcery Scottie. Situaci komplikoval jeho chronický alkoholismus a s ním spojené zdravotní potíže, trpěl mimo jiné tuberkulózou a anginou pectoris. V letech 1933 až 1937 byl osmkrát hospitalizován kvůli alkoholismu. V eseji Prasklina, který vyšel roku 1936 v časopise Esquire, zachytil svůj boj s alkoholem i nervové zhroucení.
Finanční tíseň ho donutila přijmout lukrativní smlouvu s filmovou společnosti Metro-Goldwyn-Mayer (MGM) na práci scenáristy. V roce 1937 se přestěhoval do Hollywoodu. Opakovaně se pokoušel skončit s pitím, trpěl depresemi, bojoval s nalomeným zdravím i problémy vlastní tvorby. Navázal vztah s novinářkou Sheilah Grahamovou, která s ním žila až do jeho smrti. Začal pracovat na novém románu, ve kterém v postavě hlavního hrdiny popisoval vlastní zkušenosti z filmového průmyslu.
Francis Scott Fitzgerald zemřel na infarkt 21. prosince 1940. Svůj poslední román již nestačil dokončit. Jako nepraktikující katolík musel být pohřben na protestantském hřbitově v Rockville v Marylandu. V roce 1975 na žádost rodiny povolila katolická církev přemístění jeho ostatků na hřbitov Saint Mary v Rockville.
Rok po jeho smrti vyšel poslední román The last Tycoon (Poslední magnát), který s použitím rozsáhlých autorských poznámek upravil jeho přítel Edmund Wilson.

## Dílo

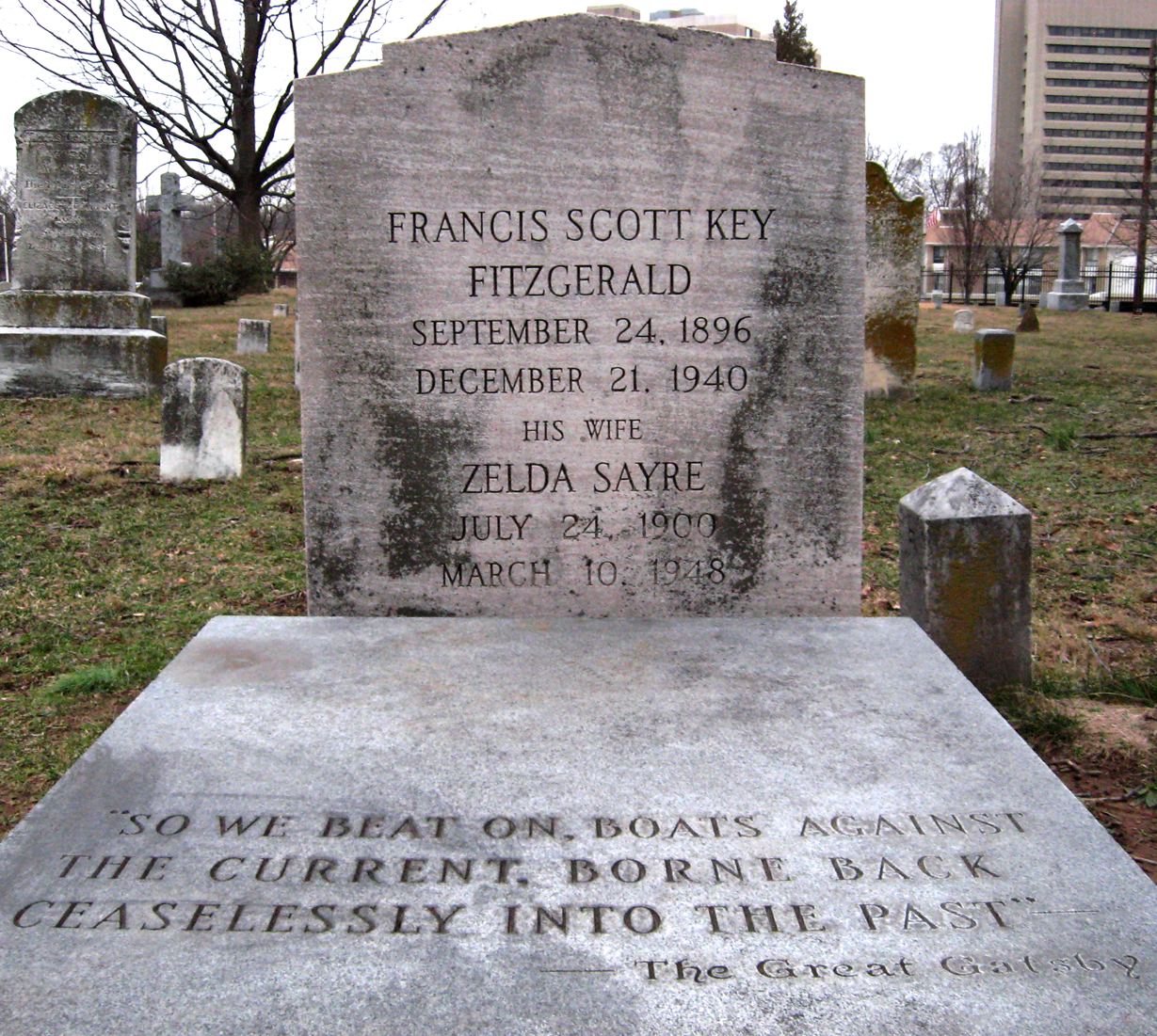
hrob F. Scotta Fitzgeralda a jeho manželky Zeldy

V románech a povídkách zobrazil 20. léta tak, jak je prožívala zlatá mládež. Zachycuje v nich atmosféru „jazzového věku“, kdy ekonomická prosperita přinesla nový životní styl, přelom v morálce i myšlení mladé generace. Fitzgeraldovy romány i povídky jsou z velké části autobiografické. Příslib a neúspěch amerického snu, konflikt mezi ideálem a skutečností, je stálým tématem Fitzgeraldových prací. Je soudcem nejen společnosti, založené na moci peněz, ale i vlastních sebeklamů a iluzí.
Román považoval za nejdůležitější uměleckou formu, která mu nejlépe umožní tlumočit jeho poselství. Povídky byly hlavním zdrojem obživy pro jeho rodinu. Napsal jich asi 160. Někteří kritikové poukazovali na jejich rozdílnou literární úroveň a přičítali to snaze přizpůsobit se vkusu čtenářů populárních časopisů, jako byl například Saturday Evening Post.

### Romány
- Na prahu ráje (This Side of Paradise, 1920)
- Krásní a prokletí (The Beautiful and Damned, 1922)
- Velký Gatsby (The Great Gatsby, 1925)
  - Gatsby je bohatý člověk, vlastní luxusní palác, pořádá velké slavnosti, ale není šťastný. Touží po velké lásce, ale jeho dívka vidí jen bohatství. Jedná se o kritiku vyšších vrstev a „amerického snu“.
- Něžná je noc (Tender Is the Night, 1934)
  - o psychiatrovi, který se ožení se svou pacientkou
- Poslední magnát (The Love of the Last Tycoon, 1941)
  - nedokončeno, vydáno posmrtně, děj pojednává o filmovém průmyslu

### Povídkové sbírky
- Bláznivá neděle a jiné povídky
- Žabci a filozofové (Flappers and Philosophers, 1920)
  - obsahuje mj. povídky Ledový palác, Berenika stříhá vlasy či Dalyrimple na scestí
  - přel. Zdeněk Beran, Lubomír Dorůžka, Vlasta Dvořáčková, Miroslav Jindra, Alena Jindrová-Špilarová, Zdeněk Urbánek, Argo, Praha 2011
- Povídky jazzového věku (The Tales of the Jazz Age, 1922) (Někdy vydávané pod jménem „Podivuhodný případ Benjamina Buttona a jiné povídky jazzového věku“)
  - obsahuje mj. povídky Podivuhodný případ Benjamina Buttona, Diamant velký jako Ritz, Velbloudí zadek či Něco bílého dorůžova
  - přel. Zdeněk Beran, Lubomír Dorůžka, Miroslav Jindra, Alena Jindrová-Špilarová, Zdeněk Urbánek, Argo, Praha 2011

### Povídky a novely
- Berenika stříhá vlasy (Bernice Bobs Her Hair)
- Dalyrimple na scestí (Dalyrimple Goes Wrong)
- Diamant velký jako Ritz (The Diamond as Big as the Ritz)
- Podivuhodný případ Benjamina Buttona (The Curious Case of Benjamin Button)
- Velbloudí zadek (The Camel's Back)

## Ohlas díla
Koncem třicátých let byl F. Scott Fitzgerald z velké části zapomenut. Po roce 1940 začal být postupné znovuobjevován. Během druhé světové války byl Velký Gatsby bezplatně distribuován americkým vojákům a prostřednictvím Červeného kříže i válečným zajatcům. Literární vědci studovali jeho dílo, jehož prostřednictvím se snažili vysvětlit americkou identitu a vzestup Spojených států ke světové moci. V 50. letech se Fitzgerald stal kultovní postavou americké kultury a byl známější než v kterémkoli období svého života. V následujících desetiletích jeho reputace neustále rostla a nyní je obecně považován za jednoho z nejdůležitějších amerických spisovatelů 20. století.

## Obraz v umění
- 2007 Jana Knitlová: Fitzgeraldovi – Takový krásný pár, hra ze života F. S. Fitzgeralda a jeho manželky Zeldy. Dramaturgie Jana Paterová. Režie Karla Sturmová-Štaubertová. Osoby a obsazení: Francis Scott Fitzgerald (Karel Roden), Zelda, jeho žena (Zuzana Stivínová), Mademoiselle (Apolena Veldová) a Michel (Radek Holub). Natočeno v roce 2007.[8]
- 2013 Therese Anne Fowlerová: Z jako Zelda (Z: A Novel of Zelda Fitzgerald, 2013, česky Odeon 2014, přel. Olga Walló), román[9]